# Nossa (Vinçà)
Nossa (o Nossa-les-Bains com va ser també conegut en francès, pel balneari que hi havia) va ser un indret a cavall de les comunes d'Arboçols i de Vinçà, al Conflent.

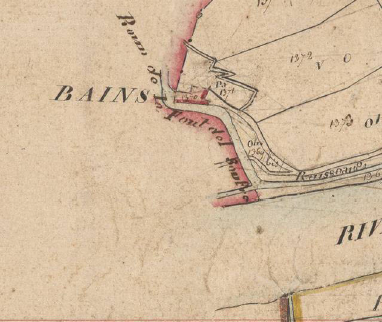
Nossa el 1812

El lloc, situat a la confluència de la Tet amb el Còrrec de Coma Calenta, va desaparèixer negat per les aigües de l'embassament de Vinçà (1975-1978), i només en recorda el lloc una placa amb la inscripció "Pont de Nossa" (aquest pont és també desaparegut, dinamitat el 1985). El balneari de Nossa era dins del terme de Vinçà, mentre que els molins contigus eren dins del d'Arboçols.

## Història
La "Font del sofre" és esmentada a la documentació ja el 1286. L'indret també havia estat anomenat "Coma dels Banys", cosa que confirmaria que la zona ja era coneguda a l'antigor per les propietats de les seves aigües; sembla que els monjos de sant Miquel de Cuixà en gaudien regularment. El primer estudi científic de la font és del metge Thomas Carrère; aparegué el 1754, i s'hi defensava la bondat de les seves aigües per al tractament de les malalties de la pell. Vers el 1810-1812, l'alcalde de Vinçà, Sébastien Escanyé i Sardà adquirí el terreny i hi feu aixecar un balneari, privatitzant així un espai que fins aleshores havia estat de públic accés. Romangué en mans de la seva família fins al 1876. Entre les millores que hi aportaren els nous propietaris del 1876 hi hagué l'establiment d'una gran avinguda coberta d'arbres que esdevingué lloc de passejades dominicals dels habitants de Vinçà. Després de passar per diverses mans, el 1924 la família Batlle vengué el balneari al matrimoni Gadel, que en continuà l'explotació fins al 1932, quan plegà definitivament. La construcció de la presa de Vinçà, entre el 1975 i el 1978, cobrí d'aigua les restes de l'establiment termal.

### Les aigües
De tipus sulfuradosòdiques, sorgien a una temperatura de 23-24º. Hom les recomanava per a la bronquitis crònica i en la cura de traumatismes.

### Nossa i la cultura
El poeta Alà Taurinyà dedicà el seu poema Adieu au pont de Nossa al darrer vestigi del lloc. Per la seva banda, el compositor de sardanes Andreu Cortada compongué Els banys de Nossa, estrenada a Vinçà per la cobla Els Casenoves el 1991.